# 当维莱
当维莱（法語：Damvillers，法語發音：[dɑ̃vile]）是法国默兹省的一个市镇，属于凡尔登区。

## 地理
当维莱（49°20'34"N, 5°23'59"E）面积18.33 平方千米，位于法国大東部大區默兹省，该省份为法国西北部内陆省份，北与比利时接壤，西接马恩省和阿登省，南至上马恩省和孚日省，东临默尔特-摩泽尔省。
与当维莱接壤的市镇（或旧市镇、城区）包括：瓦夫里尔、肖蒙德旺当维莱、栋布拉、埃特赖、卢瓦松河畔梅尔勒、穆瓦雷弗拉巴克雷皮翁、珀维莱尔、雷维尔欧布瓦、罗马涅苏莱科特、维塔尔维尔。
当维莱的时区为UTC+01:00、UTC+02:00（夏令时）。

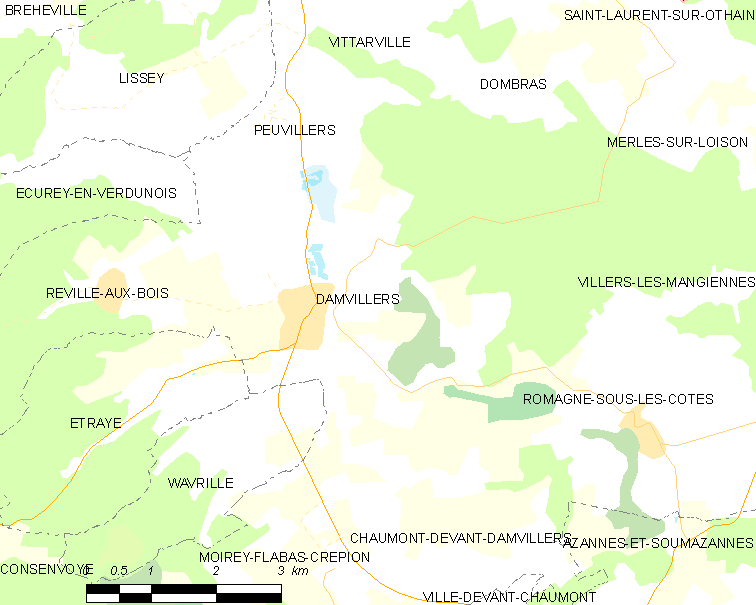
当维莱的OSM定位图

## 行政
当维莱的邮政编码为55150，INSEE市镇编码为55145。

## 政治
当维莱所属的省级选区为蒙梅迪县。

## 人口

1962-2008年间当维莱人口变化图示

当维莱于2022年1月1日时的人口数量为615人。